# Campeonato de Primera B 2025 (Argentina)
El Campeonato de Primera B 2025, oficialmente Campeonato de Primera División B 2025, es la nonagésima cuarta edición del certamen, tercera categoría del fútbol argentino en el orden de los clubes directamente afiliados a la AFA, en el que participan veintiún equipos. Comenzó el 7 de febrero y finalizaría en diciembre.
Los nuevos equipos participantes son el descendido de la Primera Nacional 2024, Brown de Adrogué, que vuelve después de su última participación en la temporada 2015 y el campeón de la Primera C 2024, Real Pilar, en su primera participación.
El ganador del Torneo Apertura fue el Club Atlético Ferrocarril Midland.

## Ascensos y descensos
| Pos. | Equipo descendido de la Primera B 2024 |
| ---- | -------------------------------------- |
| 22.° | Cañuelas                               |

| Cond.   | Equipo ascendido de la Primera C 2024 |
| ------- | ------------------------------------- |
| Campeón | Real Pilar                            |

| Cond.         | Equipos ascendidos a la Primera Nacional 2025 |
| ------------- | --------------------------------------------- |
| Campeón       | Colegiales                                    |
| Gan. 3.º asc. | Los Andes                                     |

| Pos.        | Equipo descendido de la Primera Nacional 2024 |
| ----------- | --------------------------------------------- |
| 19.º Zona B | Brown de Adrogué                              |

- De esta manera, el número de equipos participantes disminuyó a 21.

## Equipos participantes
| Equipo               | Localidad           | Estadio                       | Capacidad |
| -------------------- | ------------------- | ----------------------------- | --------- |
| Acassuso             | Boulogne            | La Quema                      | 1500      |
| Argentino de Merlo   | Merlo               | Juan Carlos Brieva            | 11 000    |
| Argentino de Quilmes | Quilmes             | Argentino de Quilmes          | 7000      |
| Brown                | Adrogué             | Lorenzo Arandilla             | 4500      |
| Comunicaciones       | Buenos Aires        | Alfredo Ramos                 | 3500      |
| Deportivo Armenio    | Ingeniero Maschwitz | Armenia                       | 10 500    |
| Deportivo Laferrere  | Laferrere           | Ciudad de Laferrere           | 13 000    |
| Deportivo Merlo      | Parque San Martín   | José Manuel Moreno            | 10 000    |
| Dock Sud             | Dock Sud            | De los Inmigrantes            | 5000      |
| Excursionistas       | Buenos Aires        | Excursionistas                | 7200      |
| Fénix                | Buenos Aires        | No posee                      | -         |
| Ferrocarril Midland  | Libertad            | Ciudad de Libertad            | 6000      |
| Flandria             | Jáuregui            | Carlos V                      | 5000      |
| Liniers              | San Justo           | Juan Antonio Arias            | 3500      |
| Real Pilar           | Pilar               | Carlos Barraza                | 10 000    |
| Sacachispas          | Buenos Aires        | Beto Larrosa                  | 4000      |
| San Martín           | Burzaco             | Francisco Boga                | 6500      |
| Sportivo Italiano    | Ciudad Evita        | República de Italia           | 7000      |
| UAI Urquiza          | Villa Lynch         | Monumental de Villa Lynch     | 1000      |
| Villa Dálmine        | Campana             | El Coliseo de Mitre y Puccini | 11 250    |
| Villa San Carlos     | Berisso             | Genacio Sálice                | 6000      |

| 1. |

### Distribución geográfica de los equipos
| Jurisdicción                             | Cant. | Equipos |
| ---------------------------------------- | ----- | --- |
| Conurbano bonaerense                     | 13    | Acassuso, Argentino de Merlo, Argentino de Quilmes, Brown de Adrogué, Deportivo Armenio, Deportivo Laferrere, Deportivo Merlo, Dock Sud, Ferrocarril Midland, Liniers, San Martín (B), Sportivo Italiano y UAI Urquiza |
| Ciudad de Buenos Aires                   | 4     | Comunicaciones, Excursionistas, Fénix y Sacachispas |
| Interior de la provincia de Buenos Aires | 3     | Flandria, Real Pilar y Villa Dálmine |
| Gran La Plata                            | 1     | Villa San Carlos |

## Formato

### Ascensos
Los veintiún participantes se enfrentan en dos ruedas por el sistema de todos contra todos. Ambas constituyen dos torneos separados, llamados Apertura y Clausura, que clasificarán a los respectivos ganadores a una final para consagrar al campeón, que obtendrá el primer ascenso a la Primera Nacional.
Asimismo, se jugará un torneo reducido, disputado por los seis equipos mejor posicionados en la tabla general (excluyendo al campeón) y el perdedor de la final. El ganador de ese minitorneo conseguirá el segundo ascenso.
En caso de que un mismo equipo gane ambos torneos, se consagrará automáticamente campeón y logrará el primer ascenso, mientras que los ocho equipos que lo sigan en la tabla general de posiciones clasificarán al Torneo reducido por el segundo ascenso.

### Descensos
Los equipos que ocupen los dos últimos puestos de la tabla general acumulada de los dos torneos descenderán a la Primera C.

### Clasificación a la Copa Argentina 2026
Se definirá oportunamente.

## Torneo Apertura

### Tabla de posiciones final
| Pos. | Equipo               | Pts. | PJ | PG | PE | PP | GF | GC | Dif. |
| ---- | -------------------- | ---- | -- | -- | -- | -- | -- | -- | ---- |
| 1.º  | Ferrocarril Midland  | 40   | 20 | 11 | 7  | 2  | 24 | 5  | 19   |
| 2.º  | Real Pilar           | 36   | 20 | 10 | 6  | 4  | 27 | 16 | 11   |
| 3.º  | Argentino de Merlo   | 35   | 20 | 10 | 5  | 5  | 25 | 15 | 10   |
| 4.º  | Acassuso             | 34   | 20 | 9  | 7  | 4  | 25 | 18 | 7    |
| 5.º  | Excursionistas       | 32   | 20 | 9  | 5  | 6  | 21 | 16 | 5    |
| 6.º  | Dock Sud             | 31   | 20 | 8  | 7  | 5  | 29 | 25 | 4    |
| 7.º  | Villa San Carlos     | 30   | 20 | 9  | 3  | 8  | 24 | 28 | −4   |
| 8.º  | Brown de Adrogué     | 28   | 20 | 7  | 7  | 6  | 18 | 17 | 1    |
| 9.º  | Deportivo Merlo      | 28   | 20 | 7  | 7  | 6  | 16 | 17 | −1   |
| 10.º | Liniers              | 27   | 20 | 8  | 3  | 9  | 27 | 22 | 5    |
| 11.º | UAI Urquiza          | 26   | 20 | 5  | 11 | 4  | 16 | 18 | −2   |
| 12.º | Comunicaciones       | 25   | 20 | 7  | 4  | 9  | 19 | 18 | 1    |
| 13.º | Deportivo Laferrere  | 24   | 20 | 5  | 9  | 6  | 21 | 20 | 1    |
| 14.º | Argentino de Quilmes | 24   | 20 | 5  | 9  | 6  | 21 | 24 | −3   |
| 15.º | San Martín (B)       | 24   | 20 | 6  | 6  | 8  | 19 | 25 | −6   |
| 16.º | Deportivo Armenio    | 23   | 20 | 5  | 8  | 7  | 17 | 19 | −2   |
| 17.º | Villa Dálmine        | 23   | 20 | 5  | 8  | 7  | 20 | 27 | −7   |
| 18.º | Flandria             | 22   | 20 | 5  | 7  | 8  | 12 | 18 | −6   |
| 19.º | Sportivo Italiano    | 21   | 20 | 4  | 9  | 7  | 15 | 16 | −1   |
| 20.º | Sacachispas          | 15   | 20 | 2  | 9  | 9  | 13 | 24 | −11  |
| 21.º | Fénix                | 10   | 20 | 1  | 7  | 12 | 8  | 29 | −21  |

|  | Ganador. Clasificado a la final por el título de campeón. |

#### Evolución de las posiciones
| Equipo / Fecha       | 1    | 2    | 3    | 4    | 5    | 6    | 7    | 8    | 9    | 10   | 11   | 12   | 13   | 14   | 15   | 16   | 17   | 18   | 19   | 20   | 21   |
| -------------------- | ---- | ---- | ---- | ---- | ---- | ---- | ---- | ---- | ---- | ---- | ---- | ---- | ---- | ---- | ---- | ---- | ---- | ---- | ---- | ---- | ---- |
| Acasusso             | 2.º  | 7.º  | 10.º | 10.º | 14.º | 10.º | 13.º | 16.º | 12.º | 14.º | 9.º  | 10.º | 12.º | 7.º  | 8.º  | 7.º  | 4.º  | 4.º  | 7.º  | 4.º  | 4.º  |
| Argentino de Merlo   | 15.º | 16.º | 18.º | 18.º | 18.º | 21.º | 18.º | 14.º | 15.º | 13.º | 8.º  | 9.º  | 11.º | 6.º  | 10.º | 8.º  | 3.º  | 3.º  | 3.º  | 3.º  | 3.º  |
| Argentino de Quilmes | 2.º  | 8.º  | 8.º  | 9.º  | 6.º  | 6.º  | 4.º  | 4.º  | 7.º  | 10.º | 13.º | 8.º  | 9.º  | 8.º  | 5.º  | 5.º  | 11.º | 10.º | 11.º | 12.º | 14.º |
| Brown de Adrogué     | -    | -    | 9.º  | 6.º  | 9.º  | 12.º | 6.º  | 10.º | 11.º | 9.º  | 12.º | 5.º  | 6.º  | 11.º | 13.º | 12.º | 12.º | 9.º  | 8.º  | 8.º  | 8.º  |
| Comunicaciones       | 2.º  | 2.º  | 2.º  | 3.º  | 4.º  | 5.º  | 7.º  | 9.º  | 6.º  | 8.º  | 11.º | 13.º | 13.º | 13.º | 12.º | 14.º | 14.º | 13.º | 13.º | 17.º | 12.º |
| Deportivo Armenio    | 1.º  | 4.º  | 5.º  | 7.º  | 5.º  | 7.º  | 12.º | 11.º | 9.º  | 12.º | 14.º | 14.º | 14.º | 16.º | 17.º | 15.º | 15.º | 17.º | 17.º | 15.º | 16.º |
| Deportivo Laferrere  | 15.º | 19.º | 21.º | 21.º | 21.º | 20.º | 17.º | 18.º | 17.º | 18.º | 18.º | 15.º | 17.º | 17.º | 15.º | 16.º | 16.º | 15.º | 16.º | 14.º | 13.º |
| Deportivo Merlo      | 21.º | 21.º | 13.º | 15.º | 12.º | 13.º | 8.º  | 5.º  | 3.º  | 7.º  | 10.º | 6.º  | 7.º  | 10.º | 11.º | 10.º | 8.º  | 7.º  | 9.º  | 10.º | 9.º  |
| Dock Sud             | 15.º | 14.º | 7.º  | 5.º  | 3.º  | 3.º  | 5.º  | 8.º  | 10.º | 6.º  | 5.º  | 7.º  | 5.º  | 5.º  | 6.º  | 4.º  | 6.º  | 6.º  | 6.º  | 7.º  | 6.º  |
| Excursionistas       | 15.º | 16.º | 19.º | 19.º | 20.º | 19.º | 16.º | 12.º | 13.º | 15.º | 16.º | 17.º | 16.º | 14.º | 7.º  | 6.º  | 9.º  | 11.º | 5.º  | 6.º  | 5.º  |
| Fénix                | 6.º  | 9.º  | 14.º | 17.º | 17.º | 16.º | 19.º | 19.º | 20.º | 20.º | 20.º | 21.º | 21.º | 21.º | 21.º | 21.º | 21.º | 21.º | 21.º | 21.º | 21.º |
| Ferrocarril Midland  | 10.º | 6.º  | 4.º  | 4.º  | 8.º  | 8.º  | 11.º | 7.º  | 5.º  | 4.º  | 1.º  | 1.º  | 1.º  | 1.º  | 1.º  | 1.º  | 1.º  | 1.º  | 1.º  | 1.º  | 1.º  |
| Flandria             | 8.º  | 5.º  | 6.º  | 11.º | 16.º | 15.º | 14.º | 15.º | 18.º | 17.º | 15.º | 16.º | 15.º | 15.º | 16.º | 17.º | 18.º | 18.º | 18.º | 18.º | 18.º |
| Liniers              | 19.º | 15.º | 19.º | 13.º | 7.º  | 4.º  | 2.º  | 3.º  | 4.º  | 3.º  | 4.º  | 3.º  | 3.º  | 4.º  | 3.º  | 3.º  | 5.º  | 8.º  | 10.º | 11.º | 10.º |
| Real Pilar           | 2.º  | 1.º  | 1.º  | 2.º  | 2.º  | 1.º  | 1.º  | 1.º  | 1.º  | 2.º  | 2.º  | 4.º  | 4.º  | 2.º  | 2.º  | 2.º  | 2.º  | 2.º  | 2.º  | 2.º  | 2.º  |
| Sacachispas          | 10.º | 10.º | 17.º | 20.º | 19.º | 18.º | 21.º | 20.º | 19.º | 19.º | 19.º | 19.º | 19.º | 19.º | 20.º | 20.º | 20.º | 20.º | 20.º | 20.º | 20.º |
| San Martín (B)       | 10.º | 13.º | 15.º | 8.º  | 13.º | 14.º | 10.º | 6.º  | 8.º  | 5.º  | 6.º  | 11.º | 8.º  | 12.º | 14.º | 13.º | 13.º | 14.º | 15.º | 13.º | 15.º |
| Sportivo Italiano    | 8.º  | 10.º | 11.º | 12.º | 15.º | 17.º | 20.º | 21.º | 21.º | 21.º | 21.º | 20.º | 20.º | 20.º | 19.º | 18.º | 19.º | 19.º | 19.º | 19.º | 19.º |
| UAI Urquiza          | 19.º | 20.º | 12.º | 14.º | 11.º | 9.º  | 8.º  | 13.º | 16.º | 16.º | 17.º | 18.º | 18.º | 18.º | 18.º | 19.º | 17.º | 16.º | 14.º | 9.º  | 11.º |
| Villa Dálmine        | 10.º | 12.º | 16.º | 16.º | 10.º | 11.º | 15.º | 17.º | 14.º | 11.º | 7.º  | 12.º | 10.º | 8.º  | 9.º  | 11.º | 10.º | 12.º | 12.º | 16.º | 17.º |
| Villa San Carlos     | 6.º  | 3.º  | 3.º  | 1.º  | 1.º  | 2.º  | 3.º  | 2.º  | 2.º  | 1.º  | 3.º  | 2.º  | 2.º  | 3.º  | 4.º  | 9.º  | 7.º  | 5.º  | 4.º  | 5.º  | 7.º  |

| 1. 2. 3. 4. 5. |

|  |

### Resultados
| Fecha 1                 | Fecha 1   | Fecha 1             | Fecha 1                       | Fecha 1      | Fecha 1 |
| Local                   | Resultado | Visitante           | Estadio                       | Fecha        | Hora    |
| ----------------------- | --------- | ------------------- | ----------------------------- | ------------ | ------- |
| Argentino de Merlo      | 1 - 2     | Acassuso            | Juan Carlos Brieva            | 7 de febrero | 20:00   |
| Deportivo Laferrere     | 1 - 2     | Real Pilar          | Ciudad de Laferrere           | 8 de febrero | 17:00   |
| Flandria                | 1 - 1     | Sportivo Italiano   | Carlos V                      | 8 de febrero | 17:00   |
| Deportivo Armenio       | 3 - 0     | Deportivo Merlo     | Armenia                       | 8 de febrero | 17:00   |
| San Martín (B)          | 0 - 0     | Sacachispas         | Francisco Boga                | 8 de febrero | 19:10   |
| Argentino de Quilmes    | 2 - 1     | Excursionistas      | Argentino de Quilmes          | 9 de febrero | 17:00   |
| Villa Dálmine           | 0 - 0     | Ferrocarril Midland | El Coliseo de Mitre y Puccini | 9 de febrero | 17:00   |
| Comunicaciones          | 2 - 1     | Dock Sud            | Alfredo Ramos                 | 9 de febrero | 17:00   |
| Fénix                   | 1 - 0     | UAI Urquiza         | Raúl Salvucci                 | 9 de febrero | 17:00   |
| Liniers                 | 0 - 1     | Villa San Carlos    | Juan Antonio Arias            | 9 de febrero | 17:00   |
| Libre: Brown de Adrogué |           |                     |                               |              |         |

| Fecha 2               | Fecha 2   | Fecha 2              | Fecha 2                   | Fecha 2       | Fecha 2 |
| Local                 | Resultado | Visitante            | Estadio                   | Fecha         | Hora    |
| --------------------- | --------- | -------------------- | ------------------------- | ------------- | ------- |
| UAI Urquiza           | 0 - 2     | Flandria             | Monumental de Villa Lynch | 14 de febrero | 17:00   |
| Dock Sud              | 1 - 1     | Liniers              | De los Inmigrantes        | 14 de febrero | 17:00   |
| Sportivo Italiano     | 0 - 0     | Villa Dálmine        | República de Italia       | 14 de febrero | 20:00   |
| Ferrocarril Midland   | 2 - 0     | Argentino de Quilmes | Ciudad de Libertad        | 14 de febrero | 20:00   |
| Deportivo Merlo       | 0 - 2     | Comunicaciones       | José Manuel Moreno        | 15 de febrero | 17:00   |
| Sacachispas           | 1 - 1     | Deportivo Armenio    | Beto Larrosa              | 15 de febrero | 17:00   |
| Villa San Carlos      | 2 - 0     | Deportivo Laferrere  | Genacio Sálice            | 15 de febrero | 17:00   |
| Real Pilar            | 5 - 1     | Fénix                | Carlos Barraza            | 15 de febrero | 17:00   |
| Excursionistas        | 0 - 0     | Argentino de Merlo   | Excursionistas            | 15 de febrero | 17:00   |
| Acassuso              | 0 - 1     | Brown de Adrogué     | Armenia                   | 15 de febrero | 17:00   |
| Libre: San Martín (B) |           |                      |                           |               |         |

| Fecha 3              | Fecha 3   | Fecha 3             | Fecha 3                       | Fecha 3       | Fecha 3 |
| Local                | Resultado | Visitante           | Estadio                       | Fecha         | Hora    |
| -------------------- | --------- | ------------------- | ----------------------------- | ------------- | ------- |
| Deportivo Armenio    | 1 - 1     | San Martín (B)      | Armenia                       | 18 de febrero | 17:00   |
| Liniers              | 0 - 2     | Deportivo Merlo     | Juan Antonio Arias            | 18 de febrero | 17:00   |
| Argentino de Quilmes | 0 - 0     | Sportivo Italiano   | Argentino de Quilmes          | 18 de febrero | 17:00   |
| Villa Dálmine        | 0 - 1     | UAI Urquiza         | El Coliseo de Mitre y Puccini | 18 de febrero | 17:00   |
| Flandria             | 0 - 1     | Real Pilar          | Carlos V                      | 18 de febrero | 17:00   |
| Argentino de Merlo   | 1 - 2     | Ferrocarril Midland | Juan Carlos Brieva            | 18 de febrero | 20:00   |
| Brown de Adrogué     | 2 - 0     | Excursionistas      | Lorenzo Arandilla             | 18 de febrero | 21:00   |
| Deportivo Laferrere  | 2 - 3     | Dock Sud            | Ciudad de Laferrere           | 19 de febrero | 17:00   |
| Fénix                | 0 - 1     | Villa San Carlos    | Raúl Salvucci                 | 19 de febrero | 17:00   |
| Comunicaciones       | 3 - 0     | Sacachispas         | Alfredo Ramos                 | 19 de febrero | 20:00   |
| Libre: Acassuso      |           |                     |                               |               |         |

| Fecha 4                  | Fecha 4   | Fecha 4              | Fecha 4                   | Fecha 4       | Fecha 4 |
| Local                    | Resultado | Visitante            | Estadio                   | Fecha         | Hora    |
| ------------------------ | --------- | -------------------- | ------------------------- | ------------- | ------- |
| Excursionistas           | 1 - 1     | Acassuso             | Excursionistas            | 21 de febrero | 20:30   |
| Real Pilar               | 0 - 0     | Villa Dálmine        | Carlos Barraza            | 22 de febrero | 17:00   |
| Ferrocarril Midland      | 0 - 1     | Brown de Adrogué     | Ciudad de Libertad        | 22 de febrero | 19:00   |
| Deportivo Merlo          | 1 - 1     | Deportivo Laferrere  | José Manuel Moreno        | 23 de febrero | 17:00   |
| Villa San Carlos         | 2 - 1     | Flandria             | Genacio Sálice            | 23 de febrero | 17:00   |
| UAI Urquiza              | 2 - 2     | Argentino de Quilmes | Monumental de Villa Lynch | 23 de febrero | 17:00   |
| Sportivo Italiano        | 0 - 0     | Argentino de Merlo   | República de Italia       | 23 de febrero | 19:05   |
| Dock Sud                 | 3 - 2     | Fénix                | De los Inmigrantes        | 24 de febrero | 17:00   |
| Sacachispas              | 1 - 3     | Liniers              | Beto Larrosa              | 24 de febrero | 17:00   |
| San Martín (B)           | 1 - 0     | Comunicaciones       | Francisco Boga            | 24 de febrero | 21:10   |
| Libre: Deportivo Armenio |           |                      |                           |               |         |

| Fecha 5               | Fecha 5   | Fecha 5             | Fecha 5                       | Fecha 5    | Fecha 5 |
| Local                 | Resultado | Visitante           | Estadio                       | Fecha      | Hora    |
| --------------------- | --------- | ------------------- | ----------------------------- | ---------- | ------- |
| Flandria              | 1 - 2     | Dock Sud            | Carlos V                      | 1 de marzo | 17:00   |
| Argentino de Merlo    | 0 - 0     | UAI Urquiza         | Juan Carlos Brieva            | 1 de marzo | 17:00   |
| Argentino de Quilmes  | 2 - 0     | Real Pilar          | Argentino de Quilmes          | 1 de marzo | 17:00   |
| Deportivo Laferrere   | 0 - 0     | Sacachispas         | Ciudad de Laferrere           | 1 de marzo | 17:00   |
| Fénix                 | 1 - 1     | Deportivo Merlo     | Raúl Salvucci                 | 1 de marzo | 17:00   |
| Liniers               | 5 - 0     | San Martín (B)      | Juan Antonio Arias            | 2 de marzo | 17:00   |
| Villa Dálmine         | 3 - 2     | Villa San Carlos    | El Coliseo de Mitre y Puccini | 2 de marzo | 17:00   |
| Acassuso              | 1 - 1     | Ferrocarril Midland | La Quema                      | 3 de marzo | 17:00   |
| Comunicaciones        | 0 - 1     | Deportivo Armenio   | Alfredo Ramos                 | 3 de marzo | 20:00   |
| Brown de Adrogué      | 0 - 0     | Sportivo Italiano   | Lorenzo Arandilla             | 3 de marzo | 20:30   |
| Libre: Excursionistas |           |                     |                               |            |         |

| Fecha 6               | Fecha 6   | Fecha 6              | Fecha 6                   | Fecha 6    | Fecha 6 |
| Local                 | Resultado | Visitante            | Estadio                   | Fecha      | Hora    |
| --------------------- | --------- | -------------------- | ------------------------- | ---------- | ------- |
| Villa San Carlos      | 2 - 2     | Argentino de Quilmes | Genacio Sálice            | 8 de marzo | 17:00   |
| Sportivo Italiano     | 0 - 1     | Acassuso             | República de Italia       | 8 de marzo | 17:00   |
| UAI Urquiza           | 2 - 1     | Brown de Adrogué     | Monumental de Villa Lynch | 8 de marzo | 17:00   |
| Deportivo Merlo       | 0 - 0     | Flandria             | José Manuel Moreno        | 8 de marzo | 17:00   |
| Real Pilar            | 3 - 1     | Argentino de Merlo   | Carlos Barraza            | 8 de marzo | 19:05   |
| Deportivo Armenio     | 0 - 1     | Liniers              | Armenia                   | 9 de marzo | 17:00   |
| Dock Sud              | 1 - 1     | Villa Dálmine        | De los Inmigrantes        | 9 de marzo | 17:00   |
| Sacachispas           | 0 - 0     | Fénix                | Beto Larrosa              | 9 de marzo | 17:00   |
| San Martín (B)        | 1 - 1     | Deportivo Laferrere  | Francisco Boga            | 9 de marzo | 17:00   |
| Ferrocarril Midland   | 0 - 0     | Excursionistas       | Ciudad de Libertad        | 9 de marzo | 17:00   |
| Libre: Comunicaciones |           |                      |                           |            |         |

| Fecha 7                    | Fecha 7   | Fecha 7           | Fecha 7                       | Fecha 7     | Fecha 7 |
| Local                      | Resultado | Visitante         | Estadio                       | Fecha       | Hora    |
| -------------------------- | --------- | ----------------- | ----------------------------- | ----------- | ------- |
| Flandria                   | 1 - 0     | Sacachispas       | Carlos V                      | 15 de marzo | 15:30   |
| Villa Dálmine              | 0 - 2     | Deportivo Merlo   | El Coliseo de Mitre y Puccini | 15 de marzo | 15:30   |
| Deportivo Laferrere        | 2 - 0     | Deportivo Armenio | Ciudad de Laferrere           | 15 de marzo | 15:30   |
| Acassuso                   | 1 - 1     | UAI Urquiza       | Armenia                       | 15 de marzo | 16:00   |
| Excursionistas             | 2 - 0     | Sportivo Italiano | Excursionistas                | 15 de marzo | 20:00   |
| Brown de Adrogué           | 0 - 0     | Real Pilar        | Lorenzo Arandilla             | 15 de marzo | 20:30   |
| Liniers                    | 2 - 0     | Comunicaciones    | Juan Antonio Arias            | 16 de marzo | 15:30   |
| Argentino de Quilmes       | 2 - 1     | Dock Sud          | Argentino de Quilmes          | 17 de marzo | 15:30   |
| Fénix                      | 1 - 2     | San Martín (B)    | Raúl Salvucci                 | 17 de marzo | 15:30   |
| Argentino de Merlo         | 1 - 0     | Villa San Carlos  | Juan Carlos Brieva            | 18 de marzo | 21:10   |
| Libre: Ferrocarril Midland |           |                   |                               |             |         |

| Fecha 8           | Fecha 8   | Fecha 8              | Fecha 8                   | Fecha 8     | Fecha 8 |
| Local             | Resultado | Visitante            | Estadio                   | Fecha       | Hora    |
| ----------------- | --------- | -------------------- | ------------------------- | ----------- | ------- |
| Sacachispas       | 1 - 1     | Villa Dálmine        | Beto Larrosa              | 22 de marzo | 15:30   |
| UAI Urquiza       | 1 - 2     | Excursionistas       | Monumental de Villa Lynch | 22 de marzo | 15:30   |
| Sportivo Italiano | 0 - 1     | Ferrocarril Midland  | República de Italia       | 22 de marzo | 15:30   |
| Comunicaciones    | 2 - 2     | Deportivo Laferrere  | Alfredo Ramos             | 22 de marzo | 17:45   |
| Real Pilar        | 2 - 0     | Acassuso             | Carlos Barraza            | 22 de marzo | 19:00   |
| Deportivo Merlo   | 1 - 0     | Argentino de Quilmes | José Manuel Moreno        | 22 de marzo | 20:00   |
| San Martín (B)    | 1 - 0     | Flandria             | Francisco Boga            | 22 de marzo | 20:00   |
| Deportivo Armenio | 1 - 1     | Fénix                | Armenia                   | 23 de marzo | 15:30   |
| Dock Sud          | 1 - 2     | Argentino de Merlo   | De los Inmigrantes        | 23 de marzo | 15:30   |
| Villa San Carlos  | 2 - 1     | Brown de Adrogué     | Genacio Sálice            | 23 de marzo | 15:30   |
| Libre: Liniers    |           |                      |                           |             |         |

| Fecha 9                  | Fecha 9   | Fecha 9           | Fecha 9                       | Fecha 9     | Fecha 9 |
| Local                    | Resultado | Visitante         | Estadio                       | Fecha       | Hora    |
| ------------------------ | --------- | ----------------- | ----------------------------- | ----------- | ------- |
| Argentino de Merlo       | 0 - 1     | Deportivo Merlo   | Juan Carlos Brieva            | 28 de marzo | 20:00   |
| Deportivo Laferrere      | 3 - 3     | Liniers           | Ciudad de Laferrere           | 29 de marzo | 15:30   |
| Fénix                    | 0 - 2     | Comunicaciones    | Raúl Salvucci                 | 29 de marzo | 15:30   |
| Flandria                 | 0 - 1     | Deportivo Armenio | Carlos V                      | 29 de marzo | 15:30   |
| Villa Dálmine            | 1 - 1     | San Martín (B)    | El Coliseo de Mitre y Puccini | 29 de marzo | 15:30   |
| Argentino de Quilmes     | 1 - 1     | Sacachispas       | Argentino de Quilmes          | 29 de marzo | 15:30   |
| Acassuso                 | 2 - 1     | Villa San Carlos  | La Quema                      | 29 de marzo | 15:30   |
| Brown de Adrogué         | 1 - 1     | Dock Sud          | Lorenzo Arandilla             | 30 de marzo | 15:40   |
| Excursionistas           | 0 - 0     | Real Pilar        | Excursionistas                | 30 de marzo | 17:00   |
| Ferrocarril Midland      | 3 - 0     | UAI Urquiza       | Ciudad de Libertad            | 30 de marzo | 17:00   |
| Libre: Sportivo Italiano |           |                   |                               |             |         |

| Fecha 10                   | Fecha 10  | Fecha 10             | Fecha 10                  | Fecha 10   | Fecha 10 |
| Local                      | Resultado | Visitante            | Estadio                   | Fecha      | Hora     |
| -------------------------- | --------- | -------------------- | ------------------------- | ---------- | -------- |
| Comunicaciones             | 0 - 0     | Flandria             | Alfredo Ramos             | 4 de abril | 20:00    |
| Liniers                    | 1 - 0     | Fénix                | Juan Antonio Arias        | 5 de abril | 15:30    |
| Deportivo Armenio          | 1 - 4     | Villa Dálmine        | Armenia                   | 5 de abril | 15:30    |
| Villa San Carlos           | 2 - 1     | Excursionistas       | Genacio Sálice            | 5 de abril | 15:30    |
| Real Pilar                 | 0 - 1     | Ferrocarril Midland  | Carlos Barraza            | 5 de abril | 18:00    |
| San Martín (B)             | 2 - 0     | Argentino de Quilmes | Francisco Boga            | 5 de abril | 19:00    |
| Deportivo Merlo            | 0 - 1     | Brown de Adrogué     | José Manuel Moreno        | 5 de abril | 19:05    |
| UAI Urquiza                | 0 - 0     | Sportivo Italiano    | Monumental de Villa Lynch | 6 de abril | 15:30    |
| Dock Sud                   | 3 - 1     | Acassuso             | De los Inmigrantes        | 7 de abril | 15:30    |
| Sacachispas                | 1 - 2     | Argentino de Merlo   | Beto Larrosa              | 8 de abril | 15:30    |
| Libre: Deportivo Laferrere |           |                      |                           |            |          |

| Fecha 11             | Fecha 11  | Fecha 11            | Fecha 11                      | Fecha 11    | Fecha 11 |
| Local                | Resultado | Visitante           | Estadio                       | Fecha       | Hora     |
| -------------------- | --------- | ------------------- | ----------------------------- | ----------- | -------- |
| Brown de Adrogué     | 0 - 3     | Sacachispas         | Lorenzo Arandilla             | 12 de abril | 15:00    |
| Ferrocarril Midland  | 2 - 0     | Villa San Carlos    | Ciudad de Libertad            | 12 de abril | 15:30    |
| Acassuso             | 1 - 0     | Deportivo Merlo     | La Quema                      | 12 de abril | 15:30    |
| Argentino de Quilmes | 1 - 1     | Deportivo Armenio   | Argentino de Quilmes          | 12 de abril | 15:30    |
| Villa Dálmine        | 2 - 1     | Comunicaciones      | El Coliseo de Mitre y Puccini | 12 de abril | 15:30    |
| Flandria             | 1 - 0     | Liniers             | Carlos V                      | 12 de abril | 15:30    |
| Sportivo Italiano    | 2 - 2     | Real Pilar          | República de Italia           | 12 de abril | 15:35    |
| Excursionistas       | 1 - 1     | Dock Sud            | Excursionistas                | 12 de abril | 17:00    |
| Fénix                | 0 - 0     | Deportivo Laferrere | Raúl Salvucci                 | 13 de abril | 13:00    |
| Argentino de Merlo   | 2 - 0     | San Martín (B)      | Juan Carlos Brieva            | 13 de abril | 15:30    |
| Libre: UAI Urquiza   |           |                     |                               |             |          |

| Fecha 12            | Fecha 12  | Fecha 12             | Fecha 12            | Fecha 12    | Fecha 12 |
| Local               | Resultado | Visitante            | Estadio             | Fecha       | Hora     |
| ------------------- | --------- | -------------------- | ------------------- | ----------- | -------- |
| Comunicaciones      | 1 - 2     | Argentino de Quilmes | Alfredo Ramos       | 18 de abril | 15:30    |
| Deportivo Laferrere | 3 - 0     | Flandria             | Ciudad de Laferrere | 19 de abril | 15:30    |
| Deportivo Armenio   | 0 - 0     | Argentino de Merlo   | Armenia             | 19 de abril | 15:30    |
| Dock Sud            | 1 - 1     | Ferrocarril Midland  | De los Inmigrantes  | 19 de abril | 15:30    |
| Villa San Carlos    | 2 - 1     | Sportivo Italiano    | Genacio Sálice      | 19 de abril | 15:30    |
| San Martín (B)      | 1 - 2     | Brown de Adrogué     | Francisco Boga      | 19 de abril | 17:45    |
| Real Pilar          | 2 - 2     | UAI Urquiza          | Carlos Barraza      | 20 de abril | 13:00    |
| Liniers             | 4 - 0     | Villa Dálmine        | Juan Antonio Arias  | 20 de abril | 15:30    |
| Deportivo Merlo     | 3 - 2     | Excursionistas       | José Manuel Moreno  | 20 de abril | 15:30    |
| Sacachispas         | 1 - 1     | Acassuso             | Beto Larrosa        | 21 de abril | 15:30    |
| Libre: Fénix        |           |                      |                     |             |          |

| Fecha 13             | Fecha 13  | Fecha 13            | Fecha 13                      | Fecha 13    | Fecha 13 |
| Local                | Resultado | Visitante           | Estadio                       | Fecha       | Hora     |
| -------------------- | --------- | ------------------- | ----------------------------- | ----------- | -------- |
| Excursionistas       | 3 - 1     | Sacachispas         | Excursionistas                | 25 de abril | 20:00    |
| Argentino de Merlo   | 1 - 1     | Comunicaciones      | Juan Carlos Brieva            | 25 de abril | 20:00    |
| Argentino de Quilmes | 1 - 1     | Liniers             | Argentino de Quilmes          | 26 de abril | 15:30    |
| Flandria             | 2 - 0     | Fénix               | Carlos V                      | 26 de abril | 15:30    |
| Ferrocarril Midland  | 0 - 0     | Deportivo Merlo     | Ciudad de Libertad            | 26 de abril | 17:45    |
| Villa Dálmine        | 2 - 0     | Deportivo Laferrere | El Coliseo de Mitre y Puccini | 27 de abril | 11:00    |
| Brown de Adrogué     | 1 - 1     | Deportivo Armenio   | Lorenzo Arandilla             | 27 de abril | 11:45    |
| UAI Urquiza          | 1 - 1     | Villa San Carlos    | Monumental de Villa Lynch     | 27 de abril | 15:30    |
| Acassuso             | 1 - 2     | San Martín (B)      | La Quema                      | 28 de abril | 15:30    |
| Sportivo Italiano    | 0 - 1     | Dock Sud            | República de Italia           | 29 de abril | 20:00    |
| Libre: Real Pilar    |           |                     |                               |             |          |

| Fecha 14            | Fecha 14  | Fecha 14             | Fecha 14            | Fecha 14  | Fecha 14 |
| Local               | Resultado | Visitante            | Estadio             | Fecha     | Hora     |
| ------------------- | --------- | -------------------- | ------------------- | --------- | -------- |
| Deportivo Laferrere | 0 - 0     | Argentino de Quilmes | Ciudad de Laferrere | 3 de mayo | 15:30    |
| Deportivo Armenio   | 0 - 3     | Acassuso             | Armenia             | 3 de mayo | 15:30    |
| San Martín (B)      | 0 - 1     | Excursionistas       | Francisco Boga      | 3 de mayo | 15:30    |
| Villa San Carlos    | 1 - 2     | Real Pilar           | Genacio Sálice      | 3 de mayo | 15:30    |
| Deportivo Merlo     | 1 - 2     | Sportivo Italiano    | José Manuel Moreno  | 3 de mayo | 20:10    |
| Liniers             | 1 - 3     | Argentino de Merlo   | Juan Antonio Arias  | 4 de mayo | 15:30    |
| Comunicaciones      | 2 - 0     | Brown de Adrogué     | Alfredo Ramos       | 4 de mayo | 15:30    |
| Dock Sud            | 0 - 0     | UAI Urquiza          | De los Inmigrantes  | 4 de mayo | 15:30    |
| Fénix               | 1 - 1     | Villa Dálmine        | Raúl Salvucci       | 5 de mayo | 15:30    |
| Sacachispas         | 0 - 0     | Ferrocarril Midland  | Beto Larrosa        | 6 de mayo | 15:35    |
| Libre: Flandria     |           |                      |                     |           |          |

| Fecha 15                | Fecha 15  | Fecha 15            | Fecha 15                      | Fecha 15   | Fecha 15 |
| Local                   | Resultado | Visitante           | Estadio                       | Fecha      | Hora     |
| ----------------------- | --------- | ------------------- | ----------------------------- | ---------- | -------- |
| Excursionistas          | 1 - 0     | Deportivo Armenio   | Excursionistas                | 9 de mayo  | 20:00    |
| Real Pilar              | 3 - 1     | Dock Sud            | Carlos Barraza                | 10 de mayo | 13:35    |
| Brown de Adrogué        | 0 - 1     | Liniers             | Lorenzo Arandilla             | 10 de mayo | 15:00    |
| Argentino de Merlo      | 0 - 2     | Deportivo Laferrere | Juan Carlos Brieva            | 10 de mayo | 15:30    |
| Acassuso                | 0 - 0     | Comunicaciones      | La Quema                      | 10 de mayo | 15:30    |
| Sportivo Italiano       | 2 - 0     | Sacachispas         | República de Italia           | 10 de mayo | 15:30    |
| UAI Urquiza             | 1 - 1     | Deportivo Merlo     | Monumental de Villa Lynch     | 10 de mayo | 15:30    |
| Villa Dálmine           | 1 - 1     | Flandria            | El Coliseo de Mitre y Puccini | 10 de mayo | 15:30    |
| Argentino de Quilmes    | 3 - 0     | Fénix               | Argentino de Quilmes          | 11 de mayo | 15:30    |
| Ferrocarril Midland     | 2 - 0     | San Martín (B)      | Ciudad de Libertad            | 11 de mayo | 18:10    |
| Libre: Villa San Carlos |           |                     |                               |            |          |

| Fecha 16             | Fecha 16  | Fecha 16             | Fecha 16             | Fecha 16   | Fecha 16 |
| Local                | Resultado | Visitante            | Estadio              | Fecha      | Hora     |
| -------------------- | --------- | -------------------- | -------------------- | ---------- | -------- |
| Sacachispas          | 1 - 1     | UAI Urquiza          | Beto Larrosa         | 16 de mayo | 15:30    |
| Flandria             | 0 - 0     | Argentino de Quilmes | Carlos V             | 17 de mayo | 15:30    |
| Deportivo Laferrere  | 0 - 0     | Brown de Adrogué     | Ciudad de Laferrere  | 17 de mayo | 15:30    |
| San Martín (B)       | 1 - 1     | Sportivo Italiano    | Francisco Boga       | 17 de mayo | 15:30    |
| Dock Sud             | 3 - 1     | Villa San Carlos     | De los Inmigrantes   | 17 de mayo | 15:30    |
| Deportivo Armenio    | 1 - 0     | Ferrocarril Midland  | Armenia              | 18 de mayo | 12:00    |
| Liniers              | 1 - 2     | Acassuso             | Juan Antonio Arias   | 18 de mayo | 15:30    |
| Deportivo Merlo      | 1 - 0     | Real Pilar           | José Manuel Moreno   | 18 de mayo | 17:40    |
| Fénix                | 0 - 2     | Argentino de Merlo   | Ciudad de San Miguel | 19 de mayo | 15:30    |
| Comunicaciones       | 0 - 1     | Excursionistas       | Alfredo Ramos        | 21 de mayo | 15:30    |
| Libre: Villa Dálmine |           |                      |                      |            |          |

| Fecha 17             | Fecha 17  | Fecha 17            | Fecha 17                  | Fecha 17   | Fecha 17 |
| Local                | Resultado | Visitante           | Estadio                   | Fecha      | Hora     |
| -------------------- | --------- | ------------------- | ------------------------- | ---------- | -------- |
| Real Pilar           | 2 - 0     | Sacachispas         | Carlos Barraza            | 23 de mayo | 17:00    |
| Acassuso             | 1 - 0     | Deportivo Laferrere | La Quema                  | 24 de mayo | 15:30    |
| Villa San Carlos     | 1 - 1     | Deportivo Merlo     | Genacio Sálice            | 24 de mayo | 15:30    |
| UAI Urquiza          | 2 - 1     | San Martín (B)      | Monumental de Villa Lynch | 24 de mayo | 15:30    |
| Argentino de Quilmes | 0 - 2     | Villa Dálmine       | Argentino de Quilmes      | 24 de mayo | 15:30    |
| Ferrocarril Midland  | 3 - 0     | Comunicaciones      | Ciudad de Libertad        | 24 de mayo | 16:00    |
| Sportivo Italiano    | 1 - 1     | Deportivo Armenio   | República de Italia       | 24 de mayo | 17:00    |
| Brown de Adrogué     | 2 - 0     | Fénix               | Lorenzo Arandilla         | 25 de mayo | 15:30    |
| Argentino de Merlo   | 3 - 0     | Flandria            | Juan Carlos Brieva        | 25 de mayo | 17:40    |
| Excursionistas       | 1 - 0     | Liniers             | Excursionistas            | 26 de mayo | 20:00    |
| Libre: Dock Sud      |           |                     |                           |            |          |

| Fecha 18                    | Fecha 18  | Fecha 18            | Fecha 18                      | Fecha 18   | Fecha 18 |
| Local                       | Resultado | Visitante           | Estadio                       | Fecha      | Hora     |
| --------------------------- | --------- | ------------------- | ----------------------------- | ---------- | -------- |
| San Martín (B)              | 0 - 0     | Real Pilar          | Francisco Boga                | 30 de mayo | 21:10    |
| Deportivo Merlo             | 0 - 0     | Dock Sud            | José Manuel Moreno            | 31 de mayo | 15:00    |
| Sacachispas                 | 0 - 1     | Villa San Carlos    | Beto Larrosa                  | 31 de mayo | 15:30    |
| Villa Dálmine               | 0 - 2     | Argentino de Merlo  | El Coliseo de Mitre y Puccini | 31 de mayo | 15:30    |
| Flandria                    | 1 - 1     | Brown de Adrogué    | Carlos V                      | 31 de mayo | 15:30    |
| Liniers                     | 0 - 2     | Ferrocarril Midland | Juan Antonio Arias            | 31 de mayo | 15:30    |
| Comunicaciones              | 1 - 0     | Sportivo Italiano   | Alfredo Ramos                 | 31 de mayo | 15:30    |
| Deportivo Armenio           | 0 - 0     | UAI Urquiza         | Armenia                       | 31 de mayo | 15:30    |
| Deportivo Laferrere         | 2 - 0     | Excursionistas      | Ciudad de Laferrere           | 1 de junio | 15:30    |
| Fénix                       | 0 - 0     | Acassuso            | Ciudad de San Miguel          | 2 de junio | 15:30    |
| Libre: Argentino de Quilmes |           |                     |                               |            |          |

| Fecha 19               | Fecha 19  | Fecha 19             | Fecha 19                  | Fecha 19   | Fecha 19 |
| Local                  | Resultado | Visitante            | Estadio                   | Fecha      | Hora     |
| ---------------------- | --------- | -------------------- | ------------------------- | ---------- | -------- |
| Brown de Adrogué       | 4 - 1     | Villa Dálmine        | Lorenzo Arandilla         | 7 de junio | 15:00    |
| Dock Sud               | 2 - 0     | Sacachispas          | De los Inmigrantes        | 7 de junio | 15:30    |
| Villa San Carlos       | 2 - 1     | San Martín (B)       | Genacio Sálice            | 7 de junio | 15:30    |
| Sportivo Italiano      | 2 - 0     | Liniers              | República de Italia       | 7 de junio | 15:30    |
| Excursionistas         | 1 - 0     | Fénix                | Excursionistas            | 7 de junio | 15:30    |
| Acassuso               | 0 - 0     | Flandria             | La Quema                  | 7 de junio | 15:30    |
| Argentino de Merlo     | 2 - 1     | Argentino de Quilmes | Juan Carlos Brieva        | 7 de junio | 15:30    |
| Real Pilar             | 1 - 0     | Deportivo Armenio    | Carlos Barraza            | 7 de junio | 16:45    |
| UAI Urquiza            | 1 - 0     | Comunicaciones       | Monumental de Villa Lynch | 8 de junio | 15:30    |
| Ferrocarril Midland    | 2 - 0     | Deportivo Laferrere  | Ciudad de Libertad        | 8 de junio | 17:10    |
| Libre: Deportivo Merlo |           |                      |                           |            |          |

| Fecha 20                  | Fecha 20  | Fecha 20            | Fecha 20                      | Fecha 20    | Fecha 20 |
| Local                     | Resultado | Visitante           | Estadio                       | Fecha       | Hora     |
| ------------------------- | --------- | ------------------- | ----------------------------- | ----------- | -------- |
| Villa Dálmine             | 1 - 2     | Acassuso            | El Coliseo de Mitre y Puccini | 14 de junio | 14:30    |
| Argentino de Quilmes      | 0 - 0     | Brown de Adrogué    | Argentino de Quilmes          | 14 de junio | 15:30    |
| San Martín (B)            | 4 - 2     | Dock Sud            | Francisco Boga                | 14 de junio | 15:30    |
| Liniers                   | 0 - 1     | UAI Urquiza         | Juan Antonio Arias            | 14 de junio | 15:30    |
| Flandria                  | 1 - 0     | Excursionistas      | Carlos V                      | 14 de junio | 15:30    |
| Sacachispas               | 2 - 0     | Deportivo Merlo     | Beto Larrosa                  | 14 de junio | 15:30    |
| Fénix                     | 0 - 0     | Ferrocarril Midland | Raúl Salvucci                 | 15 de junio | 15:15    |
| Comunicaciones            | 0 - 1     | Real Pilar          | Alfredo Ramos                 | 15 de junio | 15:15    |
| Deportivo Laferrere       | 2 - 1     | Sportivo Italiano   | Ciudad de Laferrere           | 15 de junio | 15:30    |
| Deportivo Armenio         | 4 - 0     | Villa San Carlos    | Armenia                       | 16 de junio | 12:00    |
| Libre: Argentino de Merlo |           |                     |                               |             |          |

| Fecha 21            | Fecha 21  | Fecha 21             | Fecha 21                  | Fecha 21    | Fecha 21 |
| Local               | Resultado | Visitante            | Estadio                   | Fecha       | Hora     |
| ------------------- | --------- | -------------------- | ------------------------- | ----------- | -------- |
| Excursionistas      | 3 - 0     | Villa Dálmine        | Excursionistas            | 20 de junio | 17:00    |
| Real Pilar          | 1 - 3     | Liniers              | Carlos Barraza            | 21 de junio | 13:00    |
| Ferrocarril Midland | 2 - 0     | Flandria             | Ciudad de Libertad        | 21 de junio | 13:00    |
| Brown de Adrogué    | 0 - 2     | Argentino de Merlo   | Lorenzo Arandilla         | 21 de junio | 15:15    |
| Acassuso            | 5 - 2     | Argentino de Quilmes | La Quema                  | 21 de junio | 15:30    |
| Sportivo Italiano   | 2 - 0     | Fénix                | República de Italia       | 21 de junio | 15:30    |
| UAI Urquiza         | 0 - 0     | Deportivo Laferrere  | Monumental de Villa Lynch | 21 de junio | 15:30    |
| Villa San Carlos    | 0 - 2     | Comunicaciones       | Genacio Sálice            | 21 de junio | 15:30    |
| Dock Sud            | 1 - 0     | Deportivo Armenio    | De los Inmigrantes        | 21 de junio | 15:30    |
| Deportivo Merlo     | 1 - 0     | San Martín (B)       | José Manuel Moreno        | 22 de junio | 15:30    |
| Libre: Sacachispas  |           |                      |                           |             |          |

| 1. 2. 3. 4. 5. 6. 7. 8. 9. 10. |

## Torneo Clausura

### Tabla de posiciones
| Pos. | Equipo               | Pts. | PJ | PG | PE | PP | GF | GC | Dif. |
| ---- | -------------------- | ---- | -- | -- | -- | -- | -- | -- | ---- |
| 1.º  | Ferrocarril Midland  | 19   | 8  | 6  | 1  | 1  | 12 | 4  | 8    |
| 2.º  | Acassuso             | 15   | 8  | 4  | 3  | 1  | 14 | 10 | 4    |
| 3.º  | Villa San Carlos     | 15   | 9  | 4  | 3  | 2  | 13 | 11 | 2    |
| 4.º  | Deportivo Laferrere  | 15   | 9  | 4  | 3  | 2  | 12 | 10 | 2    |
| 5.º  | Deportivo Armenio    | 14   | 8  | 3  | 5  | 0  | 7  | 2  | 5    |
| 6.º  | Flandria             | 14   | 9  | 3  | 5  | 1  | 7  | 4  | 3    |
| 7.º  | Brown de Adrogué     | 14   | 8  | 4  | 2  | 2  | 12 | 10 | 2    |
| 8.º  | Sportivo Italiano    | 13   | 8  | 4  | 1  | 3  | 12 | 9  | 3    |
| 9.º  | Sacachispas          | 13   | 9  | 3  | 4  | 2  | 10 | 8  | 2    |
| 10.º | Real Pilar           | 13   | 9  | 3  | 4  | 2  | 8  | 6  | 2    |
| 11.º | San Martín (B)       | 11   | 8  | 2  | 5  | 1  | 8  | 6  | 2    |
| 12.º | Argentino de Quilmes | 10   | 9  | 2  | 4  | 3  | 11 | 12 | −1   |
| 13.º | Excursionistas       | 10   | 8  | 3  | 1  | 4  | 10 | 12 | −2   |
| 14.º | Argentino de Merlo   | 9    | 9  | 2  | 3  | 4  | 9  | 11 | −2   |
| 15.º | Comunicaciones       | 9    | 8  | 2  | 3  | 3  | 8  | 10 | −2   |
| 16.º | Villa Dálmine        | 9    | 9  | 2  | 3  | 4  | 5  | 8  | −3   |
| 17.º | Deportivo Merlo      | 7    | 9  | 1  | 4  | 4  | 7  | 12 | −5   |
| 18.º | UAI Urquiza          | 7    | 9  | 1  | 4  | 4  | 5  | 10 | −5   |
| 19.º | Fénix                | 7    | 9  | 1  | 4  | 4  | 6  | 12 | −6   |
| 20.º | Liniers              | 6    | 8  | 1  | 3  | 4  | 7  | 10 | −3   |
| 21.º | Dock Sud             | 6    | 9  | 1  | 3  | 5  | 5  | 11 | −6   |

|  | El equipo que ocupe esta posición al finalizar la disputa clasificará a la final por el primer ascenso. |

#### Evolución de las posiciones
| Equipo / Fecha       | 1    | 2    | 3    | 4    | 5    | 6    | 7    | 8    | 9 | 10 | 11 | 12 | 13 | 14 | 15 | 16 | 17 | 18 | 19 | 20 | 21 |
| -------------------- | ---- | ---- | ---- | ---- | ---- | ---- | ---- | ---- | - | -- | -- | -- | -- | -- | -- | -- | -- | -- | -- | -- | -- |
| Acasusso             | 3.º  | 5.º  | 8.º  | 6.º  | 10.º | 8.º  | 8.º  | 7.º  |   |    |    |    |    |    |    |    |    |    |    |    |    |
| Argentino de Merlo   | 16.º | 9.º  | 14.º | 15.º | 11.º | 14.º | 20.º | 14.º |   |    |    |    |    |    |    |    |    |    |    |    |    |
| Argentino de Quilmes | 3.º  | 6.º  | 13.º | 13.º | 14.º | 12.º | 12.º | 10.º |   |    |    |    |    |    |    |    |    |    |    |    |    |
| Brown de Adrogué     | -    | 13.º | 7.º  | 14.º | 19.º | 10.º | 10.º | 9.º  |   |    |    |    |    |    |    |    |    |    |    |    |    |
| Comunicaciones       | 13.º | 15.º | 9.º  | 8.º  | 15.º | 18.º | 18.º | 19.º |   |    |    |    |    |    |    |    |    |    |    |    |    |
| Deportivo Armenio    | 6.º  | 8.º  | 6.º  | 7.º  | 6.º  | 6.º  | 6.º  | 3.º  |   |    |    |    |    |    |    |    |    |    |    |    |    |
| Deportivo Laferrere  | 7.º  | 15.º | 10.º | 8.º  | 11.º | 9.º  | 9.º  | 8.º  |   |    |    |    |    |    |    |    |    |    |    |    |    |
| Deportivo Merlo      | 19.º | 10.º | 16.º | 16.º | 17.º | 14.º | 15.º | 21.º |   |    |    |    |    |    |    |    |    |    |    |    |    |
| Dock Sud             | 13.º | 6.º  | 10.º | 12.º | 13.º | 16.º | 17.º | 20.º |   |    |    |    |    |    |    |    |    |    |    |    |    |
| Excursionistas       | 16.º | 19.º | 20.º | 20.º | 21.º | 21.º | 21.º | 15.º |   |    |    |    |    |    |    |    |    |    |    |    |    |
| Fénix                | 7.º  | 18.º | 19.º | 18.º | 9.º  | 11.º | 14.º | 17.º |   |    |    |    |    |    |    |    |    |    |    |    |    |
| Ferrocarril Midland  | 1.º  | 4.º  | 1.º  | 1.º  | 1.º  | 1.º  | 3.º  | 1.º  |   |    |    |    |    |    |    |    |    |    |    |    |    |
| Flandria             | 1.º  | 1.º  | 2.º  | 3.º  | 4.º  | 4.º  | 6.º  | 5.º  |   |    |    |    |    |    |    |    |    |    |    |    |    |
| Liniers              | 16.º | 19.º | 15.º | 19.º | 18.º | 16.º | 15.º | 18.º |   |    |    |    |    |    |    |    |    |    |    |    |    |
| Real Pilar           | 7.º  | 3.º  | 5.º  | 5.º  | 4.º  | 2.º  | 4.º  | 5.º  |   |    |    |    |    |    |    |    |    |    |    |    |    |
| Sacachispas          | 7.º  | 12.º | 18.º | 8.º  | 7.º  | 7.º  | 7.º  | 11.º |   |    |    |    |    |    |    |    |    |    |    |    |    |
| San Martín (B)       | 7.º  | 13.º | 17.º | 17.º | 16.º | 20.º | 11.º | 13.º |   |    |    |    |    |    |    |    |    |    |    |    |    |
| Sportivo Italiano    | 20.º | 11.º | 4.º  | 4.º  | 3.º  | 5.º  | 2.º  | 4.º  |   |    |    |    |    |    |    |    |    |    |    |    |    |
| UAI Urquiza          | 7.º  | 15.º | 10.º | 8.º  | 8.º  | 13.º | 13.º | 16.º |   |    |    |    |    |    |    |    |    |    |    |    |    |
| Villa Dálmine        | 20.º | 21.º | 21.º | 21.º | 20.º | 18.º | 19.º | 12.º |   |    |    |    |    |    |    |    |    |    |    |    |    |
| Villa San Carlos     | 3.º  | 2.º  | 3.º  | 2.º  | 2.º  | 3.º  | 1.º  | 2.º  |   |    |    |    |    |    |    |    |    |    |    |    |    |

|  |

### Resultados
| Fecha 1                 | Fecha 1   | Fecha 1              | Fecha 1                   | Fecha 1     | Fecha 1 |
| Local                   | Resultado | Visitante            | Estadio                   | Fecha       | Hora    |
| ----------------------- | --------- | -------------------- | ------------------------- | ----------- | ------- |
| Sportivo Italiano       | 0 - 2     | Flandria             | República de Italia       | 28 de junio | 13:00   |
| Acassuso                | 2 - 1     | Argentino de Merlo   | La Quema                  | 28 de junio | 15:30   |
| Villa San Carlos        | 2 - 1     | Liniers              | Genacio Sálice            | 28 de junio | 15:30   |
| Deportivo Merlo         | 0 - 1     | Deportivo Armenio    | José Manuel Moreno        | 28 de junio | 15:30   |
| Excursionistas          | 1 - 2     | Argentino de Quilmes | Excursionistas            | 28 de junio | 17:00   |
| Real Pilar              | 1 - 1     | Deportivo Laferrere  | Carlos Barraza            | 28 de junio | 19:15   |
| Ferrocarril Midland     | 2 - 0     | Villa Dálmine        | Ciudad de Libertad        | 29 de junio | 15:30   |
| UAI Urquiza             | 1 - 1     | Fénix                | Monumental de Villa Lynch | 29 de junio | 15:30   |
| Dock Sud                | 0 - 0     | Comunicaciones       | De los Inmigrantes        | 29 de junio | 15:30   |
| Sacachispas             | 1 - 1     | San Martín (B)       | Beto Larrosa              | 29 de junio | 15:30   |
| Libre: Brown de Adrogué |           |                      |                           |             |         |

| Fecha 2               | Fecha 2   | Fecha 2             | Fecha 2                       | Fecha 2    | Fecha 2 |
| Local                 | Resultado | Visitante           | Estadio                       | Fecha      | Hora    |
| --------------------- | --------- | ------------------- | ----------------------------- | ---------- | ------- |
| Deportivo Laferrere   | 0 - 1     | Villa San Carlos    | Ciudad de Laferrere           | 4 de julio | 15:05   |
| Argentino de Merlo    | 2 - 1     | Excursionistas      | Juan Carlos Brieva            | 5 de julio | 13:00   |
| Brown de Adrogué      | 1 - 1     | Acassuso            | Lorenzo Arandilla             | 5 de julio | 15:00   |
| Deportivo Armenio     | 0 - 0     | Sacachispas         | Armenia                       | 5 de julio | 15:30   |
| Comunicaciones        | 1 - 2     | Deportivo Merlo     | Alfredo Ramos                 | 5 de julio | 15:30   |
| Liniers               | 1 - 2     | Dock Sud            | Juan Antonio Arias            | 5 de julio | 15:30   |
| Fénix                 | 0 - 2     | Real Pilar          | Ciudad de San Miguel          | 5 de julio | 15:30   |
| Flandria              | 1 - 0     | UAI Urquiza         | Carlos V                      | 5 de julio | 15:30   |
| Villa Dálmine         | 0 - 1     | Sportivo Italiano   | El Coliseo de Mitre y Puccini | 5 de julio | 15:30   |
| Argentino de Quilmes  | 0 - 0     | Ferrocarril Midland | Argentino de Quilmes          | 5 de julio | 15:30   |
| Libre: San Martín (B) |           |                     |                               |            |         |

| Fecha 3             | Fecha 3   | Fecha 3              | Fecha 3                   | Fecha 3    | Fecha 3 |
| Local               | Resultado | Visitante            | Estadio                   | Fecha      | Hora    |
| ------------------- | --------- | -------------------- | ------------------------- | ---------- | ------- |
| Deportivo Merlo     | 0 - 1     | Liniers              | José Manuel Moreno        | 8 de julio | 20:00   |
| Real Pilar          | 0 - 0     | Flandria             | Carlos Barraza            | 9 de julio | 15:00   |
| Sportivo Italiano   | 3 - 1     | Argentino de Quilmes | República de Italia       | 9 de julio | 15:30   |
| Villa San Carlos    | 2 - 2     | Fénix                | Genacio Sálice            | 9 de julio | 15:30   |
| UAI Urquiza         | 1 - 0     | Villa Dálmine        | Monumental de Villa Lynch | 9 de julio | 15:30   |
| Dock Sud            | 0 - 1     | Deportivo Laferrere  | De los Inmigrantes        | 9 de julio | 15:30   |
| Sacachispas         | 2 - 3     | Comunicaciones       | Beto Larrosa              | 9 de julio | 15:30   |
| San Martín (B)      | 1 - 1     | Deportivo Armenio    | Francisco Boga            | 9 de julio | 15:30   |
| Excursionistas      | 0 - 2     | Brown de Adrogué     | Excursionistas            | 9 de julio | 17:00   |
| Ferrocarril Midland | 2 - 1     | Argentino de Merlo   | Ciudad de Libertad        | 9 de julio | 20:00   |
| Libre: Acassuso     |           |                      |                           |            |         |

| Fecha 4                  | Fecha 4   | Fecha 4             | Fecha 4                       | Fecha 4     | Fecha 4 |
| Local                    | Resultado | Visitante           | Estadio                       | Fecha       | Hora    |
| ------------------------ | --------- | ------------------- | ----------------------------- | ----------- | ------- |
| Deportivo Laferrere      | 2 - 2     | Deportivo Merlo     | Ciudad de Laferrere           | 12 de julio | 13:10   |
| Brown de Adrogué         | 1 - 2     | Ferrocarril Midland | Lorenzo Arandilla             | 13 de julio | 15:00   |
| Argentino de Merlo       | 1 - 1     | Sportivo Italiano   | Juan Carlos Brieva            | 13 de julio | 15:30   |
| Acassuso                 | 3 - 3     | Excursionistas      | La Quema                      | 13 de julio | 15:30   |
| Argentino de Quilmes     | 2 - 2     | UAI Urquiza         | Argentino de Quilmes          | 13 de julio | 15:30   |
| Liniers                  | 0 - 1     | Sacachispas         | Juan Antonio Arias            | 13 de julio | 15:30   |
| Fénix                    | 1 - 1     | Dock Sud            | Ciudad de San Miguel          | 13 de julio | 15:30   |
| Flandria                 | 0 - 1     | Villa San Carlos    | Carlos V                      | 13 de julio | 15:30   |
| Villa Dálmine            | 1 - 1     | Real Pilar          | El Coliseo de Mitre y Puccini | 13 de julio | 15:30   |
| Comunicaciones           | 0 - 0     | San Martín (B)      | Alfredo Ramos                 | 14 de julio | 21:10   |
| Libre: Deportivo Armenio |           |                     |                               |             |         |

| Fecha 5               | Fecha 5   | Fecha 5              | Fecha 5                   | Fecha 5     | Fecha 5 |
| Local                 | Resultado | Visitante            | Estadio                   | Fecha       | Hora    |
| --------------------- | --------- | -------------------- | ------------------------- | ----------- | ------- |
| Sportivo Italiano     | 4 - 0     | Brown de Adrogué     | República de Italia       | 19 de julio | 15:30   |
| UAI Urquiza           | 0 - 0     | Argentino de Merlo   | Monumental de Villa Lynch | 19 de julio | 15:30   |
| Real Pilar            | 1 - 0     | Argentino de Quilmes | Carlos Barraza            | 19 de julio | 15:30   |
| Villa San Carlos      | 2 - 2     | Villa Dálmine        | Genacio Sálice            | 19 de julio | 15:30   |
| Deportivo Merlo       | 0 - 1     | Fénix                | José Manuel Moreno        | 19 de julio | 15:30   |
| Deportivo Armenio     | 3 - 0     | Comunicaciones       | Armenia                   | 19 de julio | 15:30   |
| San Martín (B)        | 0 - 0     | Liniers              | Francisco Boga            | 19 de julio | 19:00   |
| Ferrocarril Midland   | 2 - 1     | Acassuso             | Ciudad de Libertad        | 20 de julio | 17:00   |
| Dock Sud              | 0 - 1     | Flandria             | De los Inmigrantes        | 21 de julio | 15:30   |
| Sacachispas           | 2 - 1     | Deportivo Laferrere  | Beto Larrosa              | 21 de julio | 15:30   |
| Libre: Excursionistas |           |                      |                           |             |         |

| Fecha 6               | Fecha 6   | Fecha 6             | Fecha 6                       | Fecha 6     | Fecha 6 |
| Local                 | Resultado | Visitante           | Estadio                       | Fecha       | Hora    |
| --------------------- | --------- | ------------------- | ----------------------------- | ----------- | ------- |
| Excursionistas        | 1 - 0     | Ferrocarril Midland | Excursionistas                | 25 de julio | 19:00   |
| Brown de Adrogué      | 3 - 1     | UAI Urquiza         | Lorenzo Arandilla             | 26 de julio | 15:00   |
| Acassuso              | 2 - 1     | Sportivo Italiano   | La Quema                      | 26 de julio | 15:30   |
| Liniers               | 0 - 0     | Deportivo Armenio   | Juan Antonio Arias            | 26 de julio | 15:30   |
| Flandria              | 1 - 1     | Deportivo Merlo     | Carlos V                      | 26 de julio | 15:30   |
| Villa Dálmine         | 1 - 0     | Dock Sud            | El Coliseo de Mitre y Puccini | 26 de julio | 15:30   |
| Argentino de Quilmes  | 1 - 1     | Villa San Carlos    | Argentino de Quilmes          | 26 de julio | 15:30   |
| Argentino de Merlo    | 0 - 1     | Real Pilar          | Juan Carlos Brieva            | 26 de julio | 21:10   |
| Deportivo Laferrere   | 2 - 1     | San Martín (B)      | Ciudad de Laferrere           | 27 de julio | 15:30   |
| Fénix                 | 0 - 0     | Sacachispas         | Ciudad de San Miguel          | 27 de julio | 15:30   |
| Libre: Comunicaciones |           |                     |                               |             |         |

| Fecha 7                    | Fecha 7   | Fecha 7              | Fecha 7                   | Fecha 7     | Fecha 7 |
| Local                      | Resultado | Visitante            | Estadio                   | Fecha       | Hora    |
| -------------------------- | --------- | -------------------- | ------------------------- | ----------- | ------- |
| Sacachispas                | 1 - 1     | Flandria             | Beto Larrosa              | 2 de agosto | 12:00   |
| Real Pilar                 | 1 - 1     | Brown de Adrogué     | Carlos Barraza            | 2 de agosto | 13:30   |
| Sportivo Italiano          | 2 - 1     | Excursionistas       | República de Italia       | 2 de agosto | 15:30   |
| UAI Urquiza                | 0 - 0     | Acassuso             | Monumental de Villa Lynch | 2 de agosto | 15:30   |
| Villa San Carlos           | 2 - 0     | Argentino de Merlo   | Genacio Sálice            | 2 de agosto | 15:30   |
| Dock Sud                   | 1 - 1     | Argentino de Quilmes | De los Inmigrantes        | 2 de agosto | 15:30   |
| San Martín (B)             | 3 - 1     | Fénix                | Francisco Boga            | 2 de agosto | 15:30   |
| Deportivo Armenio          | 1 - 1     | Deportivo Laferrere  | Armenia                   | 2 de agosto | 15:30   |
| Comunicaciones             | 2 - 2     | Liniers              | Alfredo Ramos             | 2 de agosto | 15:30   |
| Deportivo Merlo            | 0 - 0     | Villa Dálmine        | José Manuel Moreno        | 3 de agosto | 15:30   |
| Libre: Ferrocarril Midland |           |                      |                           |             |         |

| Fecha 8              | Fecha 8   | Fecha 8           | Fecha 8                       | Fecha 8      | Fecha 8 |
| Local                | Resultado | Visitante         | Estadio                       | Fecha        | Hora    |
| -------------------- | --------- | ----------------- | ----------------------------- | ------------ | ------- |
| Acassuso             | 1 - 0     | Real Pilar        | La Quema                      | 8 de agosto  | 15:30   |
| Ferrocarril Midland  | 2 - 0     | Sportivo Italiano | Ciudad de Libertad            | 8 de agosto  | 21:10   |
| Deportivo Laferrere  | 1 - 0     | Comunicaciones    | Ciudad de Laferrere           | 9 de agosto  | 14:30   |
| Brown de Adrogué     | 1 - 0     | Villa San Carlos  | Lorenzo Arandilla             | 9 de agosto  | 15:00   |
| Argentino de Quilmes | 3 - 0     | Deportivo Merlo   | Argentino de Quilmes          | 9 de agosto  | 15:30   |
| Flandria             | 1 - 1     | San Martín (B)    | Carlos V                      | 9 de agosto  | 15:30   |
| Excursionistas       | 1 - 0     | UAI Urquiza       | Excursionistas                | 9 de agosto  | 17:00   |
| Villa Dálmine        | 1 - 0     | Sacachispas       | El Coliseo de Mitre y Puccini | 10 de agosto | 15:30   |
| Fénix                | 0 - 1     | Deportivo Armenio | Ciudad de San Miguel          | 10 de agosto | 15:30   |
| Argentino de Merlo   | 2 - 0     | Dock Sud          | Juan Carlos Brieva            | 10 de agosto | 15:30   |
| Libre: Liniers       |           |                   |                               |              |         |

| Fecha 9                  | Fecha 9   | Fecha 9              | Fecha 9                   | Fecha 9      | Fecha 9 |
| Local                    | Resultado | Visitante            | Estadio                   | Fecha        | Hora    |
| ------------------------ | --------- | -------------------- | ------------------------- | ------------ | ------- |
| Sacachispas              | 3 - 1     | Argentino de Quilmes | Beto Larrosa              | 15 de agosto | 15:30   |
| Deportivo Armenio        | 0 - 0     | Flandria             | Armenia                   | 16 de agosto | 15:30   |
| Liniers                  | 2 - 3     | Deportivo Laferrere  | Juan Antonio Arias        | 16 de agosto | 15:30   |
| Villa San Carlos         | 2 - 4     | Acassuso             | Genacio Sálice            | 16 de agosto | 15:30   |
| Real Pilar               | 1 - 2     | Excursionistas       | Carlos Barraza            | 16 de agosto | 15:30   |
| San Martín (B)           | 1 - 0     | Villa Dálmine        | Francisco Boga            | 16 de agosto | 18:45   |
| Dock Sud                 | 1 - 3     | Brown de Adrogué     | De los Inmigrantes        | 17 de agosto | 15:30   |
| Comunicaciones           | 2 - 0     | Fénix                | Alfredo Ramos             | 17 de agosto | 15:30   |
| UAI Urquiza              | 0 - 2     | Ferrocarril Midland  | Monumental de Villa Lynch | 17 de agosto | 15:30   |
| Deportivo Merlo          | 2 - 2     | Argentino de Merlo   | José Manuel Moreno        | 18 de agosto | 21:10   |
| Libre: Sportivo Italiano |           |                      |                           |              |         |

| Fecha 10                   | Fecha 10  | Fecha 10  | Fecha 10 | Fecha 10 | Fecha 10 |
| Local                      | Resultado | Visitante | Estadio  | Fecha    | Hora     |
| -------------------------- | --------- | --------- | -------- | -------- | -------- |
|                            | -         |           |          |          |          |
|                            | -         |           |          |          |          |
|                            | -         |           |          |          |          |
|                            | -         |           |          |          |          |
|                            | -         |           |          |          |          |
|                            | -         |           |          |          |          |
|                            | -         |           |          |          |          |
|                            | -         |           |          |          |          |
|                            | -         |           |          |          |          |
|                            | -         |           |          |          |          |
| Libre: Deportivo Laferrere |           |           |          |          |          |

| Fecha 11           | Fecha 11  | Fecha 11  | Fecha 11 | Fecha 11 | Fecha 11 |
| Local              | Resultado | Visitante | Estadio  | Fecha    | Hora     |
| ------------------ | --------- | --------- | -------- | -------- | -------- |
|                    | -         |           |          |          |          |
|                    | -         |           |          |          |          |
|                    | -         |           |          |          |          |
|                    | -         |           |          |          |          |
|                    | -         |           |          |          |          |
|                    | -         |           |          |          |          |
|                    | -         |           |          |          |          |
|                    | -         |           |          |          |          |
|                    | -         |           |          |          |          |
|                    | -         |           |          |          |          |
| Libre: UAI Urquiza |           |           |          |          |          |

| Fecha 12     | Fecha 12  | Fecha 12  | Fecha 12 | Fecha 12 | Fecha 12 |
| Local        | Resultado | Visitante | Estadio  | Fecha    | Hora     |
| ------------ | --------- | --------- | -------- | -------- | -------- |
|              | -         |           |          |          |          |
|              | -         |           |          |          |          |
|              | -         |           |          |          |          |
|              | -         |           |          |          |          |
|              | -         |           |          |          |          |
|              | -         |           |          |          |          |
|              | -         |           |          |          |          |
|              | -         |           |          |          |          |
|              | -         |           |          |          |          |
|              | -         |           |          |          |          |
| Libre: Fénix |           |           |          |          |          |

| Fecha 13          | Fecha 13  | Fecha 13  | Fecha 13 | Fecha 13 | Fecha 13 |
| Local             | Resultado | Visitante | Estadio  | Fecha    | Hora     |
| ----------------- | --------- | --------- | -------- | -------- | -------- |
|                   | -         |           |          |          |          |
|                   | -         |           |          |          |          |
|                   | -         |           |          |          |          |
|                   | -         |           |          |          |          |
|                   | -         |           |          |          |          |
|                   | -         |           |          |          |          |
|                   | -         |           |          |          |          |
|                   | -         |           |          |          |          |
|                   | -         |           |          |          |          |
|                   | -         |           |          |          |          |
| Libre: Real Pilar |           |           |          |          |          |

| Fecha 14        | Fecha 14  | Fecha 14  | Fecha 14 | Fecha 14 | Fecha 14 |
| Local           | Resultado | Visitante | Estadio  | Fecha    | Hora     |
| --------------- | --------- | --------- | -------- | -------- | -------- |
|                 | -         |           |          |          |          |
|                 | -         |           |          |          |          |
|                 | -         |           |          |          |          |
|                 | -         |           |          |          |          |
|                 | -         |           |          |          |          |
|                 | -         |           |          |          |          |
|                 | -         |           |          |          |          |
|                 | -         |           |          |          |          |
|                 | -         |           |          |          |          |
|                 | -         |           |          |          |          |
| Libre: Flandria |           |           |          |          |          |

| Fecha 15                | Fecha 15  | Fecha 15  | Fecha 15 | Fecha 15 | Fecha 15 |
| Local                   | Resultado | Visitante | Estadio  | Fecha    | Hora     |
| ----------------------- | --------- | --------- | -------- | -------- | -------- |
|                         | -         |           |          |          |          |
|                         | -         |           |          |          |          |
|                         | -         |           |          |          |          |
|                         | -         |           |          |          |          |
|                         | -         |           |          |          |          |
|                         | -         |           |          |          |          |
|                         | -         |           |          |          |          |
|                         | -         |           |          |          |          |
|                         | -         |           |          |          |          |
|                         | -         |           |          |          |          |
| Libre: Villa San Carlos |           |           |          |          |          |

| Fecha 16             | Fecha 16  | Fecha 16  | Fecha 16 | Fecha 16 | Fecha 16 |
| Local                | Resultado | Visitante | Estadio  | Fecha    | Hora     |
| -------------------- | --------- | --------- | -------- | -------- | -------- |
|                      | -         |           |          |          |          |
|                      | -         |           |          |          |          |
|                      | -         |           |          |          |          |
|                      | -         |           |          |          |          |
|                      | -         |           |          |          |          |
|                      | -         |           |          |          |          |
|                      | -         |           |          |          |          |
|                      | -         |           |          |          |          |
|                      | -         |           |          |          |          |
|                      | -         |           |          |          |          |
| Libre: Villa Dálmine |           |           |          |          |          |

| Fecha 17        | Fecha 17  | Fecha 17  | Fecha 17 | Fecha 17 | Fecha 17 |
| Local           | Resultado | Visitante | Estadio  | Fecha    | Hora     |
| --------------- | --------- | --------- | -------- | -------- | -------- |
|                 | -         |           |          |          |          |
|                 | -         |           |          |          |          |
|                 | -         |           |          |          |          |
|                 | -         |           |          |          |          |
|                 | -         |           |          |          |          |
|                 | -         |           |          |          |          |
|                 | -         |           |          |          |          |
|                 | -         |           |          |          |          |
|                 | -         |           |          |          |          |
|                 | -         |           |          |          |          |
| Libre: Dock Sud |           |           |          |          |          |

| Fecha 18                    | Fecha 18  | Fecha 18  | Fecha 18 | Fecha 18 | Fecha 18 |
| Local                       | Resultado | Visitante | Estadio  | Fecha    | Hora     |
| --------------------------- | --------- | --------- | -------- | -------- | -------- |
|                             | -         |           |          |          |          |
|                             | -         |           |          |          |          |
|                             | -         |           |          |          |          |
|                             | -         |           |          |          |          |
|                             | -         |           |          |          |          |
|                             | -         |           |          |          |          |
|                             | -         |           |          |          |          |
|                             | -         |           |          |          |          |
|                             | -         |           |          |          |          |
|                             | -         |           |          |          |          |
| Libre: Argentino de Quilmes |           |           |          |          |          |

| Fecha 19               | Fecha 19  | Fecha 19  | Fecha 19 | Fecha 19 | Fecha 19 |
| Local                  | Resultado | Visitante | Estadio  | Fecha    | Hora     |
| ---------------------- | --------- | --------- | -------- | -------- | -------- |
|                        | -         |           |          |          |          |
|                        | -         |           |          |          |          |
|                        | -         |           |          |          |          |
|                        | -         |           |          |          |          |
|                        | -         |           |          |          |          |
|                        | -         |           |          |          |          |
|                        | -         |           |          |          |          |
|                        | -         |           |          |          |          |
|                        | -         |           |          |          |          |
|                        | -         |           |          |          |          |
| Libre: Deportivo Merlo |           |           |          |          |          |

| Fecha 20                  | Fecha 20  | Fecha 20  | Fecha 20 | Fecha 20 | Fecha 20 |
| Local                     | Resultado | Visitante | Estadio  | Fecha    | Hora     |
| ------------------------- | --------- | --------- | -------- | -------- | -------- |
|                           | -         |           |          |          |          |
|                           | -         |           |          |          |          |
|                           | -         |           |          |          |          |
|                           | -         |           |          |          |          |
|                           | -         |           |          |          |          |
|                           | -         |           |          |          |          |
|                           | -         |           |          |          |          |
|                           | -         |           |          |          |          |
|                           | -         |           |          |          |          |
|                           | -         |           |          |          |          |
| Libre: Argentino de Merlo |           |           |          |          |          |

| Fecha 21           | Fecha 21  | Fecha 21  | Fecha 21 | Fecha 21 | Fecha 21 |
| Local              | Resultado | Visitante | Estadio  | Fecha    | Hora     |
| ------------------ | --------- | --------- | -------- | -------- | -------- |
|                    | -         |           |          |          |          |
|                    | -         |           |          |          |          |
|                    | -         |           |          |          |          |
|                    | -         |           |          |          |          |
|                    | -         |           |          |          |          |
|                    | -         |           |          |          |          |
|                    | -         |           |          |          |          |
|                    | -         |           |          |          |          |
|                    | -         |           |          |          |          |
|                    | -         |           |          |          |          |
| Libre: Sacachispas |           |           |          |          |          |

|  |

## Tabla general de posiciones
| Pos. | Equipo               | Pts. | PJ | PG | PE | PP | GF | GC | Dif. |
| ---- | -------------------- | ---- | -- | -- | -- | -- | -- | -- | ---- |
| 1.º  | Ferrocarril Midland  | 59   | 28 | 17 | 8  | 3  | 36 | 9  | 27   |
| 2.º  | Real Pilar           | 49   | 29 | 13 | 10 | 6  | 35 | 22 | 13   |
| 3.º  | Acassuso             | 49   | 28 | 13 | 10 | 5  | 39 | 28 | 11   |
| 4.º  | Villa San Carlos     | 45   | 29 | 13 | 6  | 10 | 37 | 39 | −2   |
| 5.º  | Argentino de Merlo   | 44   | 29 | 12 | 8  | 9  | 34 | 26 | 8    |
| 6.º  | Excursionistas       | 42   | 28 | 12 | 6  | 10 | 31 | 28 | 3    |
| 7.º  | Brown de Adrogué     | 42   | 28 | 11 | 9  | 8  | 30 | 27 | 3    |
| 8.º  | Deportivo Laferrere  | 39   | 29 | 9  | 12 | 8  | 33 | 30 | 3    |
| 9.º  | Deportivo Armenio    | 37   | 28 | 8  | 13 | 7  | 24 | 21 | 3    |
| 10.º | Dock Sud             | 37   | 29 | 9  | 10 | 10 | 34 | 36 | −2   |
| 11.º | Flandria             | 36   | 29 | 8  | 12 | 9  | 19 | 22 | −3   |
| 12.º | San Martín (B)       | 35   | 28 | 8  | 11 | 9  | 27 | 31 | −4   |
| 13.º | Deportivo Merlo      | 35   | 29 | 8  | 11 | 10 | 23 | 29 | −6   |
| 14.º | Sportivo Italiano    | 34   | 28 | 8  | 10 | 10 | 27 | 25 | 2    |
| 15.º | Comunicaciones       | 34   | 28 | 9  | 7  | 12 | 27 | 28 | −1   |
| 16.º | Argentino de Quilmes | 34   | 29 | 7  | 13 | 9  | 32 | 36 | −4   |
| 17.º | Liniers              | 33   | 28 | 9  | 6  | 13 | 34 | 32 | 2    |
| 18.º | UAI Urquiza          | 33   | 29 | 6  | 15 | 8  | 21 | 28 | −7   |
| 19.º | Villa Dálmine        | 32   | 29 | 7  | 11 | 11 | 25 | 35 | −10  |
| 20.º | Sacachispas          | 28   | 29 | 5  | 13 | 11 | 23 | 32 | −9   |
| 21.º | Fénix                | 17   | 29 | 2  | 11 | 16 | 14 | 41 | −27  |

|  | Ganador del Apertura.Clasificado a la final por el primer ascenso.                                                                         |
|  | Los equipos que ocupen estas posiciones al finalizar la disputa clasificarán a la primera fase del torneo reducido por el segundo ascenso. |
|  | Los equipos que ocupen estas posiciones al finalizar la disputa descenderán a la Primera C.                                                |

## Goleadores
| Jugador             | Equipo               | Goles | Jugada | Cabeza | T. libre | Penal |
| ------------------- | -------------------- | ----- | ------ | ------ | -------- | ----- |
| Juan Pablo Zárate   | Excursionistas       | 11    | 4      | 1      | 0        | 6     |
| Federico Sellecchia | Villa Dálmine        | 10    | 7      | 0      | 0        | 3     |
| Marcos Riquelme     | Real Pilar           | 9     | 2      | 1      | 0        | 6     |
| Elías Torancio      | Argentino de Quilmes | 9     | 5      | 2      | 0        | 2     |
| Mauro Molina        | Dock Sud             | 8     | 8      | 0      | 0        | 0     |